# Античка улица у Нишкој тврђави
Античка улица у Нишкој тврђави један је од археолошких локалитета и јединствена просторна амбијентална целина на централном платоу античког царског Наиса (данашњег Ниша). Она је јавни, репрезентативни део античког града, са свим особинама које одликује касноантичку – тетрахијску архитектуру. Археолошка истраживања на овом локалитету, у Нишкој тврђави, која су вршена 1984. и 1985. године, први пут су открила материјалне остатке ове улице и њених земних остатака. Археолошки налази проистекли из ових истраживања указују да је ова грађевина на централном платоу у Нишкој тврђави могао бити изграђени у првим деценијама 4. века, и да се може довести у везу са реконструкцијом града изведеном у Константиново време.

## Историја
Развој античког Наиса (данашњег Ниша) започет је с краја 1. века, прво као војно утврђење на десној обали Нишаве (на простору на коме су у 18. веку Османлије сазидале нишку Тврђаву и Градском пољу северно од тврђаве). Међу ауторитетима, влада мишљење да је раноримском граду на десној обали Нишаве претходило мање домородачко село (vicus), што је било пресудно и за образовање војног утврђења у његовој близини.
Положај и организација Наисуса у античко доба била је условљена расположивим површинама за изградњу насеља у средишњем делу Нишке котлине. Ондашњим градитењима, за образовао и развијао античког град на раскрсници важних балканских путних праваца, као најповољнија локација указао се меандар реке Нишаве, због лакшег повезивање леве и десне обале, реке, али бољих могућности за одбрану града. Као посебно интересантна топографска позиција за античке градидетеље била је десна обали Нишаве, јер је у односу на друге делове котлине била пространа, равна и погоднија за заснивање насеља и некропола (можда утврђења).
На основу расположиве археолошке, историјске и епиграфске грађе у развоју градског насеља Наис могу се издвојити:
- Раноримски период
- Касноримски период или град позне антике.[а]

Након оснивања провинције Горња Мезија, од 15. године после Христа, Наис је постао, поред војног логора и стратешки значајно цивилно насеље и трговачки центар на раскрсници путева, ка северу југу, западу и истоку Балкана. На то упућује историјска, епиграфска и археолошка грађа која донекле указује на могући развој утврђеног античког града, након колонизације Римљана на десној обали Нишаве (простор данашње тврђаве). Наиме они су на том простору образовали поред војног и цивилно насеље којем је додељен статус муниципија - града са одређеним степеном самоуправног права, у време Хадријана (117—138).
У периоду Диоклецијанове владавине (284—305), а по свој прилици у време Лицинија (308—324) и Константина (306—337) антички Наисус доживљава процвет, нагло се развија, а расте и број становништва и војске. То је заправо било доба када је у њему рођен чувени римски император и војсковођа Флавије Валерије Константин (Константин Велики), 274. године. Тада захваљујући Константину (владару целе Римске империје), Наис постаје снажан и неосвојив каструм, и значајан административни, економски и војни центар провинције Горња Мезија. У древном Наису Константин је након доношења Миланског едикта, хришћанима дозволио да, без последица, јавно исповедају своју веру, чиме је утро пут даљем развоју једне од најраспрострањенијих светских религија. Како је Град већ био густо насељен, то је отежавало подизање монументалних грађевина или његову темељну реконструкцију. Вероватно да је том приликом изграђен градски бедем, а поједине градске четврти реконструисане су за нове потребе.

## Положај и пространство археолошког налазишта
Овај археолошки локалитет са античком улицом, позициониран је у централном делу Тврђаве, на 200 метара источно од Бали-бегове џамије.
Видљива траса улице иде на југ ка Нишави и улазној партији у град. На северу, може се замислити тачка у којој се под правим углом укрштају две главне улице, византијски кардо и римски декуманус, уклапајући се у форумски простор где су откривени монументални објекти римског форума. Ово је потврда њене урбанистичке осмишљености и непрекинутог континуитета, чиме се ближе дефинише простор градског форума.

## Опис грађевине
Античка улица, (лат. via decumana), у правцу пружања југ – север, заправо је источни продужетак у систему већег броја комуникација на простору древног Наиса. Југозападно од ове улице (на растојању од око 200 метара), на локалитету код Бали-бегове џамије, откривена је друга слична улица, али смера запад–исток.
Улица је откривена северно од грађевине под сводовима, на растојању од око 40 m. У оси улице налази се канал, а на јужној страни, паралелно са њом, портик са стубцима и тробродна грађевина (базилика).
Улица је поплочана каменим плочама димензија; 114 х 75 cm, 118 х 95 cm, 120 х 80 cm) неправилног четвороугаоног облика. На јужној страни улице сачуван је уздигнути ивичњак, који се састоји од седам камених греда, спојених једна уз другу.
По средишњој оси улице је дубљи канал, озидан грубо притесаним каменом и опекама, ширине 60 cm. Ужи, бочни канал улице (лат. cloaca), сазидан од опеке, прикупљао је атмосферску и отпадну воду и преко каменог сливника уз ивичњак одводио је у главни одводни канал.
Са јужне стране улице сачувана су два ступца портика, димензија 70 х 87 cm и 85 х 85 cm, зидана од целих и фрагментованих опека, док је са северне стране неизграђен простор. Зидани ступци портика нижу се паралелно са улицом, док је унутрашњи зид подигнут за око 30 cm од нивоа улице.
Може се претпоставити да је приликом изградње античке улице, датоване у другу половину 5. или на почетку 6. века, уз извесне корекције, поштован правац већ трасиране старије градске улице.

## Статус и категорија заштите
Због свог историјског и археолошког значаја локалитет је проглашен, за „Културно добро од великог значаја“ и под бројем СК 289 уведено је у централни регистар споменика културе у Републици Србији. Као основ за упис у регистар послужило је решење Завода за заштитуту и научно проучавање споменика културе НРС бр.671/48 од 6. маја 1948. године.
Надлежни завод који води локални регистар и бригу о овом археолошком локалитету је: Завод за заштиту споменика културе Ниш.
Објекат је тренутно, у јако лошем стању и због непокошене траве, смећа и неодржавања у све већем пропадању.